# مويسيس برتوني
مويسيس سانتياغو برتوني أو مويسيس جاكومو برتوني (بالإيطالية:  Moisés Santiago Bertoni)‏ (1857 - 1929) هو عالم سويسري ناطق بالإيطالية هاجر إلى أمريكا الجنوبية واستقر في الباراغواي حيث ينظر إليه كأحد أبرز المهاجرين الذين وصلوا إلى هذا البلد. من أبرز إسهاناته العلمية ما كتب عن نبات الستيفيا السكرية.